# Sinfonia n. 9 (Dvořák)
La Sinfonia n. 9 in Mi minore di Antonín Dvořák, op. 95, nota anche col titolo di Sinfonia "Dal Nuovo Mondo", è la nona e ultima sinfonia del compositore ceco. Fu pubblicata dall'autore come Sinfonia n. 5 perché le prime quattro sinfonie furono da lui non considerate e pubblicate postume.
Il titolo si riferisce al Nuovo Mondo, ossia il continente americano, poiché fu composta negli Stati Uniti d'America. 

## Storia
Nel giugno del 1891 Dvořák fu invitato a New York dalla mecenate Jeannette Thurber, esponente dell'alta società, che aveva fondato nel 1885 il National Conservatory of Music of America. La signora Thurber offrì al compositore la direzione dell'istituto musicale; dopo una certa esitazione, ottenute le garanzie necessarie, Dvořák accettò e giunse nella città americana nel mese di settembre con la moglie e i due figli più piccoli; la proposta era allettante anche perché lo stipendio era notevole, quindicimila dollari all'anno. L'incontro con una cultura musicale complessa e molto diversa da quella europea del maestro boemo ebbe notevoli influenze e ripercussioni sulla sua ideazione compositiva. La cultura locale infatti stimolò e arricchì il musicista che propose una sinfonia di matrice classica europea, ma contaminata dalla musica autoctona americana. Diversi studenti di colore che frequentavano il conservatorio gli fecero conoscere brani dei neri afroamericani, come gli spiritual e le canzoni delle piantagioni. Successivamente, nello Iowa, Dvořák poté ascoltare la musica dei nativi americani.  Le influenze di queste nuove conoscenze musicali non furono però dirette; nella sua sinfonia l'autore non utilizza mai citazioni, ma filtra le suggestioni ricavate da esse tramite la sua sensibilità di musicista europeo.
La sinfonia fu composta tra il 19 dicembre 1892 e il 24 maggio 1893 a New York. Non volendo che la sua opera fosse identificata come sinfonia americana, il titolo Dal nuovo mondo fu apposto dall'autore all'ultimo minuto, prima di mandare la partitura al direttore d'orchestra per le prove. La sinfonia venne eseguita in prima assoluta alla Carnegie Hall il 16 dicembre di quello stesso anno dalla New York Philharmonic diretta da Anton Seidl, ottenendo subito un enorme successo. 
Neil Armstrong portò l'opera sulla Luna durante la missione Apollo 11, la prima con atterraggio sul satellite, nel 1969.

## Strumentazione
La Nona Sinfonia di Dvořák prevede il seguente organico orchestrale:
Ottavino, due flauti, due oboi, corno inglese, due clarinetti in La, due fagotti, quattro corni in Mi e Do, due trombe in Do e Mi Bemolle, tre tromboni (2 tenori ed uno basso), basso tuba (solo nel secondo movimento), timpani, triangolo, piatti, strumenti ad arco (violini, viole, violoncelli e contrabassi)

## Struttura e analisi
1. Adagio, Allegro molto
2. Largo
3. Scherzo. Molto vivace
4. Allegro con fuoco

- Nel primo movimento dall'Adagio iniziale si passa progressivamente all'Allegro molto dal tema particolare che è ispirato allo spiritual Swing Low, Sweet Chariot, il cui motivo tornerà come leitmotiv della sinfonia.
- Il secondo movimento Largo può ricordare uno spiritual afroamericano, tanto che furono scritti dei testi e gli fu dato il nome di Goin' Home. Il motivo pentatonico anemitonico suonato dal corno inglese, simile a una ninna nanna, richiama la musica dei nativi americani, ma è originale di Dvořák.
- Il terzo movimento, Scherzo, è caratterizzato da una pulsazione ritmica vivace e dal notevole colore orchestrale; si ispira questa volta al patrimonio folkloristico ceco, in particolare alle danze di corteggiamento chiamate furiant. Il brano risulta particolarmente ampio perché presenta un doppio Trio nella parte centrale.
- Il quarto  e ultimo movimento è una sintesi di tutta la composizione e contiene il celebre maestoso tema che identifica per sineddoche l'intera sinfonia.

In questa composizione Dvořák prende le distanze dalle sue opere sinfoniche precedenti, in particolare ritrova una linea di scrittura meno solenne e austera, più libera e innovativa, derivante in larga misura dalla conoscenza di un mondo per lui nuovo e di una diversa dimensione di vita. Come ebbe a dichiarare il suo lavoro è realmente ispirato alle musiche da lui ascoltate in terra americana; prese appunti di melodie e si interessò all'uso delle scale pentatoniche, senza tuttavia usare mai direttamente i motivi da lui conosciuti. «Mi sono sforzato di ricreare lo spirito delle melodie nere e degli indiani d'America nella mia nuova sinfonia, Non ho usato nemmeno una di quelle melodie, [...] usando questi temi come mio materiale li ho sviluppati utilizzando tutti i moderni mezzi del ritmo, del contrappunto e del colore orchestrale»
La novità di questa sinfonia sta in una nuova semplicità e nell'utilizzo della forma volto a rendere più snella la composizione; il musicista semplifica molto lo sviluppo, da lui utilizzato a volte in modo pesante in altri suoi lavori. La forma particolare della sinfonia è ciclica poiché il primo motivo del primo movimento si ripresenta diverse volte nell'arco di tutta la composizione.  

## La sinfonia nell'ambito popolare
- Serge Gainsbourg cita la sinfonia in Initials B.B. utilizzando letteralmente il primo tema del primo movimento, e in Requiem pour un con che riprende il primo tema del quarto movimento fortemente rimaneggiato[6].
- Una citazione rock del quarto movimento è quella dei The Nice di Keith Emerson in America, rivisitazione del celebre brano di West Side Story.
- Il gruppo norvegese Dimmu Borgir ha utilizzato la sinfonia come introduzione per Guds Fortapelse Apenbaring Av Dommedag, che fa parte dell'album Stormblåst.
- Il gruppo svedese dei Therion esegue una versione arrangiata del movimento finale con orchestra, batteria, chitarre distorte e basso elettrico nel primo dei due DVD intitolati The Miskolc Experience.

- L'Allegro con Fuoco era la sigla di apertura de I giorni della storia su Rai 2, a partire dal 1981[7].
- Il gruppo rock progressivo britannico The Moody Blues ha creato il loro secondo album, Days of Future Passed, da molti considerato il primo album del genere, basandosi sulla sinfonia del compositore ceco.

## Discografia parziale
- New Symphony Orchestra of London, Jorda, Enrique, Naxos 9.80782, 1951
- NBC Symphony Orchestra, Arturo Toscanini, Naxos 9.80474, 1953
- Orchestra di Cleveland, George Szell, Naxos 9.80332
- Orchestra di Philadelphia, Eugene Ormandy, Naxos 9.80323, 1967
- Prague Festival Orchestra,  Pavel Urbanek, Capriole CA23032, 1988
- Berliner Philharmoniker, Herbert von Karajan, Deutsche Grammophon, 474 2662 2
- Brussels Philharmonic, Michel Tabachnik, Brussels Philharmonic Recordings BPR002
- Berliner Philharmoniker, Rafael Kubelík, Deutsche Grammophon, 416 757-1
- Wiener Phiharmoniker,Kirill Kondrashin,Decca SXDLI 7510,1980